# UniCredit Bank Oroszország
Az UniCredit Bank Oroszország, 1989 és 2007 között Nemzetközi Moszkvai Bank (oroszul: Международный Московский банк), egy moszkvai székhelyű orosz bank. Ez a milánói székhelyű UniCredit Csoport leányvállalata.

## Története
A Nemzetközi Moszkvai Bankot, a mostani UniCredit Bank elődjét, 1989 októberében azzal a céllal alapították hogy leválthassa a Vnesheconombankot.  
A vállalatban három szovjet állami tulajdonú banknak volt 40 százalékos részesedése és öt nemzetközi bank együttesen birtokolt 60 százalékot. Mint ilyen, a Nemzetközi Moszkvai Bank volt az első többségi külföldi tulajdonú bank a Szovjetunióban.
Az 1990-es években és a 2000-es évek elején az NMB először nagyobb orosz vállalatoknak, majd kisebb cégeknek és lakossági ügyfeleknek kezdett el fejleszteni hitelezési és banki szolgáltatásokat.
2001-ben az NMB egyesült a Bank Austria orosz leányvállalatával. 2006-ra az UniCredit Bank német leányvállalata a HVB az NMB részvényeinek már körülbelül 53 százalékát birtokolta, a többi a Nordea a BCEN-Eurobank és az Európai Újjáépítési és Fejlesztési Bank tulajdonában volt.
A következő évben egy sor tranzakciót követően a HVB leányvállalata, a Bank Austria megszerezte az NMB teljes tulajdonjogát az Európai Újjáépítési és Fejlesztési Bank fennmaradó részvényeinek megvásárlásával.
A Bank Austria  2016 szeptemberéig volt az orosz bank közvetlen anyavállalata, amikor is a részesedést az UniCredit Csoport közvetlen tulajdonába ruházta.

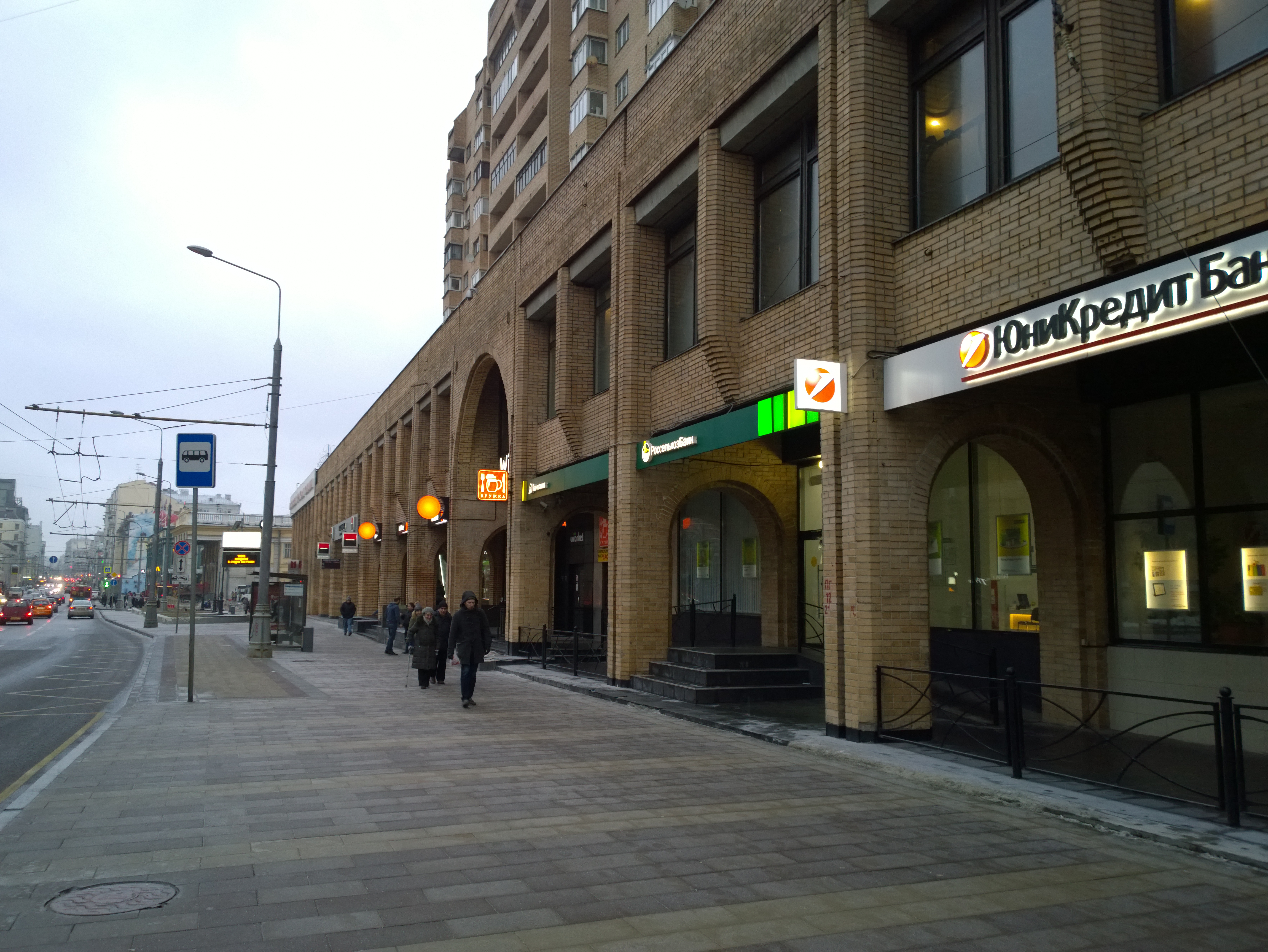
Egyik UniCredit bankfiók Oroszországban

A bank 2013 májusában egyesítette saját ATM-hálózatát a Raiffeisen Bank ATM-hálózatával.
2019 márciusában az UniCredit Bank vezette a legmegbízhatóbb oroszországi bankok listáját a Forbes szakértői szerint, megelőzve 99 másik bankot, köztük a Raiffeisen Bankot.

## Fordítás
Ez a szócikk részben vagy egészben  az   UniCredit Bank Russia című angol Wikipédia-szócikk ezen változatának fordításán alapul.  Az eredeti cikk szerkesztőit annak laptörténete sorolja fel. Ez a jelzés csupán a megfogalmazás eredetét és a szerzői jogokat jelzi, nem szolgál a cikkben szereplő információk forrásmegjelöléseként.

## Kapcsolódó szócikk
- Raiffeisen Bank Oroszország